# عدن حجار (يريم)

تعديل مصدري - تعديل

عدن حجار محلة تابعة لقرية بني مسعود، التابعة لعزلة خودان بمديرية يريم إحدى مديريات محافظة إب في الجمهورية اليمنية.، بلغ تعداد سكانها 118 حسب تعداد اليمن لعام 2004.